# Irish League 1978-1979
L'Irish League 1978-1979 è stata la 78ª edizione della prima divisione del campionato nordirlandese di calcio.
Il campionato era formato da dodici squadre e il Linfield vinse il titolo. Non vi furono retrocessioni.

## Classifica finale
| Pos. | Squadra          | G  | V  | N | P  | GF | GS | Punti |
| ---- | ---------------- | -- | -- | - | -- | -- | -- | ----- |
| 1    | Linfield         | 22 | 14 | 6 | 2  | 46 | 21 | 34    |
| 2    | Glenavon         | 22 | 11 | 6 | 5  | 42 | 30 | 28    |
| 3    | Ards             | 22 | 11 | 5 | 6  | 47 | 34 | 27    |
| 4    | Glentoran        | 22 | 9  | 8 | 5  | 36 | 33 | 26    |
| 5    | Portadown        | 22 | 10 | 5 | 7  | 35 | 27 | 25    |
| 6    | Larne            | 22 | 10 | 4 | 8  | 42 | 35 | 24    |
| 7    | Cliftonville     | 22 | 7  | 7 | 8  | 31 | 29 | 21    |
| 8    | Coleraine        | 22 | 7  | 6 | 9  | 29 | 30 | 20    |
| 9    | Crusaders        | 22 | 6  | 8 | 8  | 30 | 33 | 20    |
| 10   | Bangor           | 22 | 5  | 8 | 9  | 28 | 40 | 18    |
| 11   | Ballymena United | 22 | 4  | 6 | 12 | 25 | 46 | 14    |
| 12   | Distillery       | 22 | 2  | 3 | 17 | 19 | 52 | 7     |

G = Partite giocate; V = Vittorie; N = Nulle/Pareggi; P = Perse; GF = Goal fatti; GS = Goal subiti; 